# Дейтрих, Фёдор Карлович
Фёдор Карлович Дейтрих (1 октября 1798 — 5 февраля 1857, Санкт-Петербург) — генерал-лейтенант, начальник 9-й пехотной дивизии.

## Биография
Сын надворного советника доктора Карла Дейтриха, родился 1 октября 1798 года.
В военную службу вступил в 1815 году в полевую пешую артиллерию, первый офицерский чин получил в 1817 году.
С начала 1820-х годов служил на Кавказе, принимал участие в войнах русско-персидской 1826—1828 годов и русско-турецкой 1828—1829 годов и походах против горцев.
Произведённый в 1838 году в полковники, 3 декабря 1839 года за беспорочную выслугу 25 лет в офицерских чинах был награждён орденом св. Георгия 4-й степени (№ 5968 по кавалерскому списку Григоровича — Степанова). В том же 1839 году Дейтрих был назначен начальником артиллерийских гарнизонов в Царстве Польском.
В 1848 году Дейтрих получил чин генерал-майора и в качестве начальника штаба артиллерии Действующей армии принимал участие в Венгерском походе, а в последующем — в военных действиях против турок на Дунае и в Крыму. С 1855 года командовал 9-й пехотной дивизией, в 1856 году произведён в генерал-лейтенанты.
Скончался 5 февраля 1857 года в Санкт-Петербурге, похоронен на Волковом лютеранском кладбище.

## Семья
От брака с Екатериной Романовной урождённой Фурман (1824—1902) он имел трёх дочерей и трёх сыновей; один из сыновей, Владимир, был сенатором, действительным тайным советником и членом Государственного совета Российской империи.
- Евгений (1845—1857)
- Лидия (1846—?)
- Ольга (1848—?)
- Елена (25 апреля 1849 — 1 ноября 1909)[2][3]; брак: Абаза, Александр Михайлович (1826—1889) — полтавский городской голова в 1872—1888 годах.
- Владимир (1850—1919) — действительный тайный советник (1914). С 1 января 1917 г. вице-председатель Государственного совета
- Андрей (1852—1905)
- Анна (1 июля 1857 — ?), близнецы с Марией
- Мария (1 июля 1857 — ?)[4], брак: Леонид Владимирович Позен (1849—1921)